# Les Chœurs de Paris XIII
Les Chœurs de Paris XIII (česky zhruba Zpěváci ze 13. obvodu) je pěvecký sbor, který vznikl v roce 1971 v Paříži. Jeho zakladatelem je francouzský hudebník Pierre Molina, který jej ustavil jako neprofesionální sbor původně pod názvem Association 216 na počest 216 kantát Johanna Sebastiana Bacha.
Cílem sdružení je přibližovat klasickou hudbu širokému publiku a přispívat k rozvoji hudebního života v regionu Île-de-France. Sbor vystupuje společně či odděleně v mužských i ženských skupinách od malých vokálních souborů až po velký 800členný sbor.
Sbor má dvě úrovně. V první skupině jsou začátečníci a zpěváci středních kvalit a ve druhé skupině jsou zpěváci, kteří mají více než pět let praxe a výborné schopnosti.
Chœurs de Paris XIII tradičně koncertují v červnu v Kongresovém paláci v Paříži.